# Kappa1 Ceti
Pour les articles homonymes, voir Kappa Ceti.
Désignations
Kappa1 Ceti (κ1 Ceti / κ1 Cet) est une étoile de cinquième magnitude de la constellation de la Baleine. Elle est située à 29,8 années-lumière de la Terre , ce qui en fait une des étoiles les plus proches du système solaire.
C'est une naine jaune de type spectral G5V. Sa taille est d'environ 96 % celle du Soleil et sa luminosité de 85 %.